# ひばりプロダクション
株式会社ひばりプロダクションは、東京都目黒区にある芸能事務所、著作権管理会社。略称はひばりプロ。社長は加藤和也。

## 概要
1958年、歌手で女優の美空ひばりが芸能界の育ての親である福島通人経営の新芸術プロダクション（新芸プロ）から独立し、ひばりプロダクションを設立。社長は美空ひばり､役員は山口組3代目田岡一雄、母・加藤喜美枝、小野満が就く。田岡一雄経営の神戸芸能社傘下になる。1981年、ひばりの弟であるかとう哲也が社長に就任。1983年、哲也が死去。1989年6月24日、設立者である美空ひばりが特発性間質性肺炎の症状悪化による呼吸不全のため52歳で死去。
1989年以降はひばりの養子であり、かとう哲也の実子の加藤和也が社長に就き、ひばりが残した遺産・版権を管理。
京都市右京区の京福電気鉄道嵐山本線嵐山駅前の「美空ひばり館」（2006年11月に一旦閉館）を改装した「京都嵐山美空ひばり座」を運営（2013年5月31日をもって閉館）。2013年10月には同じく京都市にある東映太秦映画村の映画文化館の1階に「京都太秦美空ひばり座」が改めてオープン。加えて、2014年5月には東京都目黒区青葉台にあるひばり邸の一部を改装し、『東京目黒美空ひばり記念館』としてオープン。
ひばり没後しばらくしてから、お笑い芸人などタレントマネジメントにも乗り出していたが、現在は撤退しており、再びひばりの遺産管理に専念している。
歴代社長はすべて加藤家の人物が務めてきている。

## 過去に所属していた芸能人
※ひばり以外は現在お笑い芸人である。
過去にミュージシャンでマネーの虎から出た懐永諭矢が所属していた。
- 美空ひばり
- 赤いタンバリン（解散後、柳沢はピン芸人「カンカン」としてNEET PROJECTに所属し、活動）
- サボテン21号（解散後、小林は「ヤポンスキー」を結成）
- Dice（ダイス）（ワタナベエンターテインメントに移籍したが退社し、その後よしもとクリエイティブ・エージェンシーに所属）
- 超新塾（オフィス★怪人社を経て、現在はワタナベエンターテインメントに移籍）
- ブックセンター（ミーツに移籍したが、解散）
- ブレイク大臣（解散後、福澤は「福澤重文」として俳優に転身）
- まりもねっと（ホリプロコムに移籍し、「アンリミテッド」に改名、解散。満嶋陽一は2006年5月にわいせつ図画販売の容疑で逮捕されている）
- ラブ守永（NEET PROJECTに移籍）
- ロココ
- 懐永諭矢（2012年に自伝を文芸社より発売、現在はyoutubeなどを中心に活動）